# Wild Turkey
Уайлд Тёки (англ. Wild Turkey — дикая индейка) — бренд стрейт-бурбона из Кентукки, производится и разливается командой Остина Николса под руководством Gruppo Campari. Дистиллерия расположена недалеко от Лоренсбурга. Wild Turkey входит в дегустационные туры American Whiskey Trail и Kentucky Bourbon Trail.

## История
Братья Рипи построили винокурню в Тайроне неподалёку от Лоренсбурга в 1869 году, в 1905 году она была перестроена, а после сухого закона восстановила свою деятельность. Предприятие Рипи было куплено братьями Голд в 1952 году, после чего оно в очередной раз было продано в 1980 году, на этот раз Pernod Ricard. Само название Wild Turkey завод получил в 1971 году, но производство виски с данным названием началось ещё в 1940 году. 8 апреля 2009 года Gruppo Campari выкупила бренд и спиртзавод у «Перно». 40-градусная версия бурбона была запущена в 1974 году.

## Ассортимент

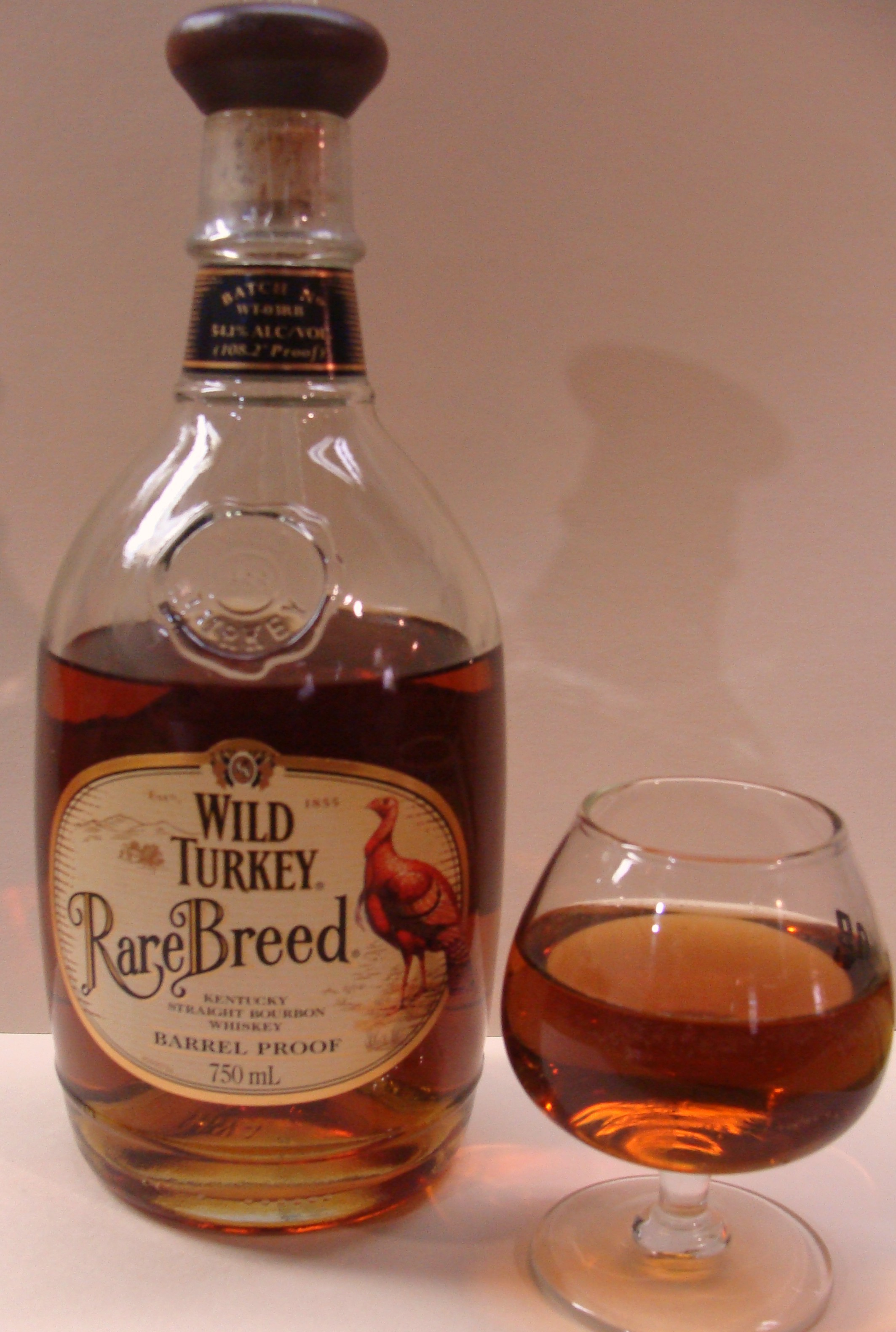
«Редкая порода»

На начало 2015 года все этикетки виски Wild Turkey носят изображения одноимённой птицы, нарисованной художницей-анималисткой Джули Родос. В Соединенных Штатах продаётся пять вариантов «Уайлд Тёки»: 81 пруф крепости (ранее 80 пруфов), 101 пруф, «Дух Кентукки», «Заповедник Рассела» и «Редкая порода». Wild Turkey «Дух Кентукки» — однобочковое виски 101 пруфа крепости; «Заповедник Рассела» — бурбон десятилетней выдержки, названный в честь дистиллятора Джимми Рассела и имеющий крепость в 90 пруфов; «Редкая порода» — купаж из шести-, восьми- (который представляет собой смесь из 6, 8 и 12-летних виски на 108,4 пруфа с и медовым ликёром, называемым «американский мед». Другие релизы Wild Turkey включают ограниченное издание Wild Turkey «Традиционный», Wild Turkey 81 доказательство бурбона Wild Turkey 81 пруфа крепости ржаной бурбон, Wild Turkey пряный и Wild Turkey «Прощённый» (купаж ржаного виски с бурбоном). Wild Turkey Ржаной 101 отсутствовал на рынке в течение года, с 2012 по 2013, из-за неожиданного спроса, затем вновь был выпущен на рынок в ноябре 2013 года.
Wild Turkey 101 заработал награду «Выбор редакции» от Whisky Magazine. Международные организации дегустаторов дали положительные отзывы на Wild Turkey 101 «Однобочковой». Агрегатор рецензий «Proof66» помещает 101 Single Barrel в 97-е место среди всех представленных бурбонов.

## Пожар на складе
9 мая 2000 года пожар уничтожил семиэтажный склад дозревания Уайлд Тёки в округе Андерсон, на котором хранилось более 17000 деревянных бочки с виски. Горящее виски вытекло со склада, огонь распространился на балки, что послужило причиной взрыва известнякового подвала. Пожарные спасли завод Лоренсбурга по очистке воды от разрушения. Тем не менее, по оценкам, 20 % от хранящегося там виски утекло в реку Кентукки. Загрязнение реки потребовало временного отключения станции очистки воды. Власти выпустили приказ об ограничении использования воды. Предприятия и школы были закрыты из-за нехватки воды. В результате разлива спирта содержание кислорода в реке снизилось, что по некоторым оценкам привело к гибели 228000 рыб на 66-мильном участок реки. Агентство по охране окружающей среды США и Береговая охрана США вновь проводили аэрацию при помощи оборудования, установленного на баржах. Компания заплатила 256000 долларов в Кентуккийский Департамент рыбы и дикой природы в целях восстановления популяции рыб в реке.

## Кража товаров
В марте 2015 года служащий компании «Буффало Трэйс» Гилберт «Тоби» был арестован властями округа Франклин, когда в его жилище было найдено пять бочек украденного бурбона «Уайлд Тёки». 21 апреля 2015 года девятерым жителям Кентукки, трое из которых были сотрудниками Wild Turkey и Buffalo Trace, были предъявлены обвинения в кражах на спиртовых заводах Буффало Трейс и Wild Turkey, начиная с 2008 года. Компаниям удалось вернуть виски на сумму более 100000 долларов, в том числе более двух десятков бутылок «Паппи Ван Винкля» и 15 бочек «Уайлд Тёки».
Среди похищенных оказались «Паппи Ван Винкль» (более двух преступных эпизодов), было от 50 до 70 случаев краж бурбона Eagle Rare, некоторые бочки не найдены до сих пор. Одна украденная бочка Eagle Rare семнадцатилетней выдержки имеет стоимость более $ 11 000. Все девять подсудимых обвиняются как члены одной организованной преступной группы.
Злоумышленники также были вовлечены в нелегальную продажу стероидов. Шериф Мелтон сказал, что этот «Бурбоновый синдикат» были связаны с лигой софтбола. Продолжается выдвижение новых обвинений. Некоторые из подозреваемых признали себя виновными, в то время как другие сотрудничают с органами власти.

## Рекламная кампания
В 2011 году рекламное видео под названием «Дайте нам птицу» было показано на веб-сайте продукта, на странице Wid Turkey в Facebook и на YouTube. В ролике часто мелькал средний палец, также он содержал отсылки к другим (несуществующим) рекламным видео с участием монахини и секс-куклы.
В августе 2011 года Совет США по дистиллированному алкоголю (DISCUS), куда входил и представитель «Campari», постановил, что реклама нарушила кодекс принятых советом этических норм и сказал, что «этот жест является неприличным и реклама не соответствует современным стандартам хорошего вкуса». Согласно DISCUS, компания не согласна с этим заявлением, но согласилась убрать рекламу.
С тех пор компания продолжает использовать лозунг «дайте им птицу» и жест средним пальцем в своей рекламной деятельности. В ноябре 2012 года, Джимми Рассел, заведующий дистилляцией «Уайлд Тёки», публично попросил президента Барака Обаму сделать «Дайте нам птицу» официальным лозунгом Дня благодарения за тот год.
В 2016 году Мэттью Макконахи был принят на работу в качестве креативного директора и приглашённой знаменитости для последней кампании «Уайлд Тёки», чтобы привлечь больше женщин и зарубежных покупателей. Макконахи станет писать, режиссировать рекламные ролики и сниматься в них как актёр, а также писать музыку для будущей кампании.

## В популярной культуре

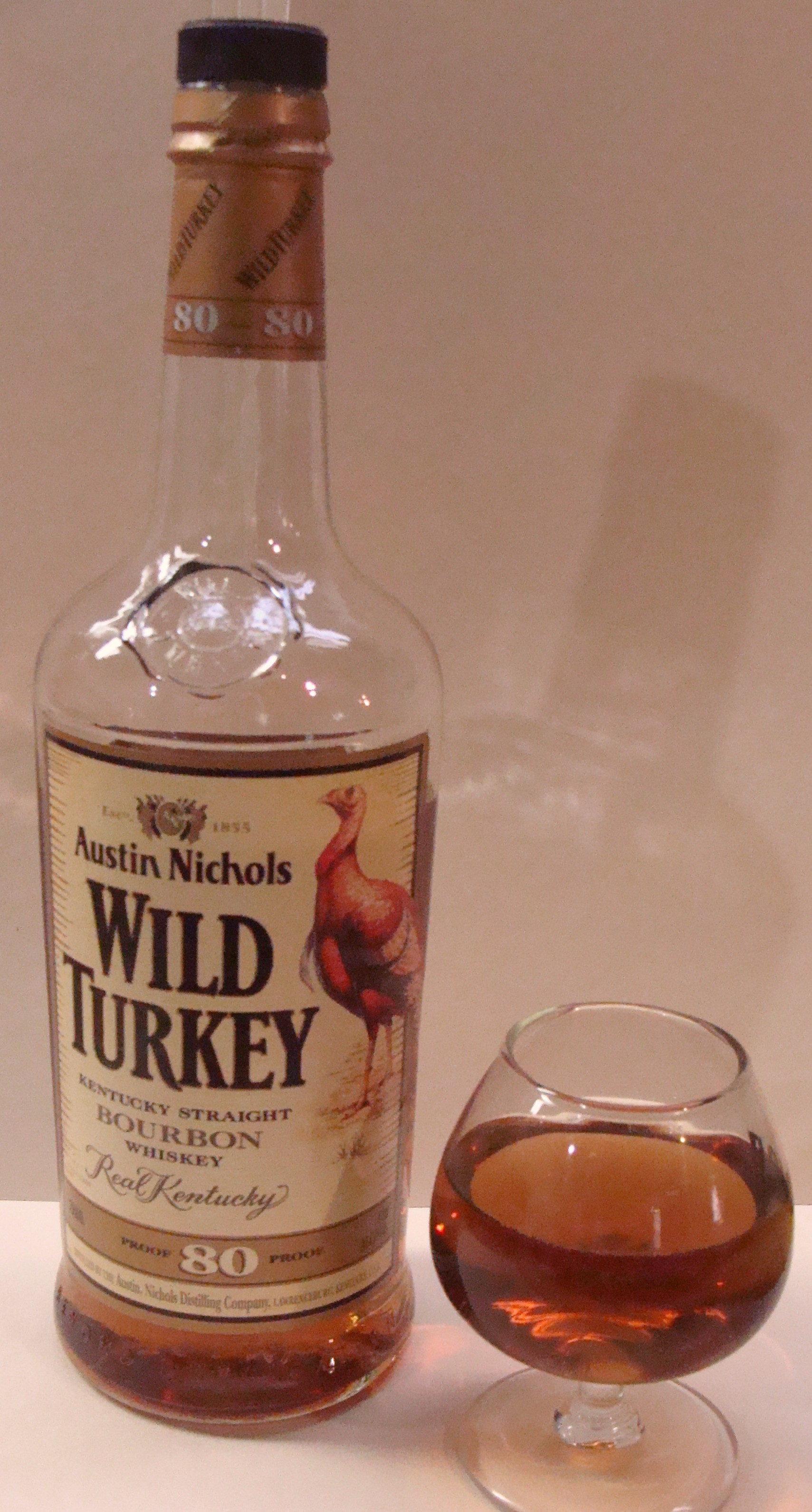
Wild Turkey 80 proof.

Хотя в последние годы Wild Turkey обладает неоднозначной репутацией, данный бурбон слывёт недорогим и крепким напитком и часто появляется в произведениях массовой культуры, где, как правило, его употребляют мачо, пережившие нелёгкие времена и представители класса white trash.

### Кинематограф
Бурбону «Wild Turkey» отдают предпочтение герои фильмов Рэмбо: Первая кровь 2 и Переправа Кассандры режиссёра Пана Косматоса, Кайф, Таинственная река, Душной южной ночью, Серебряная пуля, Кто подставил кролика Роджера, Плохой лейтенант, Не называй меня малышкой, Язык нежности, Санкция на пике Эйгера, Страх и ненависть в Лас-Вегасе, Каратель, Там, где бродит бизон, Спасатель, Доказательство смерти и «Лучший бар в Америке». Также напиток упоминается в многочисленных фильмах, таких как Цвет денег, Рождественские каникулы, С почестями, Тельма и Луиза, Доказательство смерти, Бал монстров, Пошёл ты, Фредди!, Вон из холода, Сумасшедшее сердце, Колесо фортуны, Франкеншлюха, Под сенью крон и Тэмми.
Морская полиция: Спецотдел и оправданных и Правосудие обычно показывают персонажей с бутылкой «Уайлд Тёки», а в некоторых телесериалах имеются отсылки к бурбону: Баффи — истребительница вампиров (телесериал) (эпизод 4x05 «Плохое пиво»), Клан Сопрано (10 серия 3 сезона), Сайнфелд (эпизод «Горячая ванна» 7 сезона, также серии «Званый ужин» 5 сезона Джон держит бутылку «Wild Turkey»), Триган, Настоящая кровь (2 серия 3 сезона «Прекрасный разрыв»), «Фрейзер» (2 сезон, эпизод «Роз в немилости»), «Очень своеобразная практика» (2 сезон, эпизод «Да пребудет с тобой сила»), Уилл и Грейс (7 сезон), Женаты… с детьми (22 серия 8 сезона «Полдник или ничего»). В 15 эпизоде «Sweetums» 2 сезона сериала «Парки и зоны отдыха» Рон Свенсон упоминает, что отец заливал его кукурузные хлопья Wild Turkey, объясняя, почему его семья имеет неестественно высокую толерантность к алкоголю. Джессика Джонс в одноимённом сериале часто прикладывается к бутылке Wild Turkey 101, в фильме человек паук, отец Гарри Озборна пьет этот виски